# 日本大正村資料館
日本大正村資料館（にほんたいしょうむらしりょうかん）は、岐阜県恵那市（旧恵那郡明智町）にある資料館である。大正村資料館ともいう。
日本大正村の中心施設のひとつであり、明治から大正時代の教科書、蓄音機などを展示する。
建物は通称「銀行蔵」といい、農家から預かったり買い取ったりした繭を収納していた蔵であり、恵那市の有形文化財である。 

## 概要
- 開館時間：9:30〜17:00　（冬季は10：00〜16：00）
- 休館日：年末年始
- 入館料：
  - 【日本大正村資料館のみ】大人（高校生以上）　300円　小人（小中学生）　150円
  - 【共通券】[4]大人（高校生以上）　500円　小人（小中学生）　300円

## アクセス
- 明知鉄道明智駅より徒歩約8分

## 銀行蔵
- 旧・濃明銀行[5]の蔵である。当時この地方で盛んであった生糸業に関わり、農家から預かったり、買い取った繭を保管する蔵である。
- 建物は2棟あり、東棟は木造瓦葺2階建で1918年（大正7年）竣工。西棟は木造瓦葺3階（一部4階）建で1909年（明治42年）竣工。百畳敷の広さといわれている[6]。手動のエレベーターが残る。